# Gymnasium

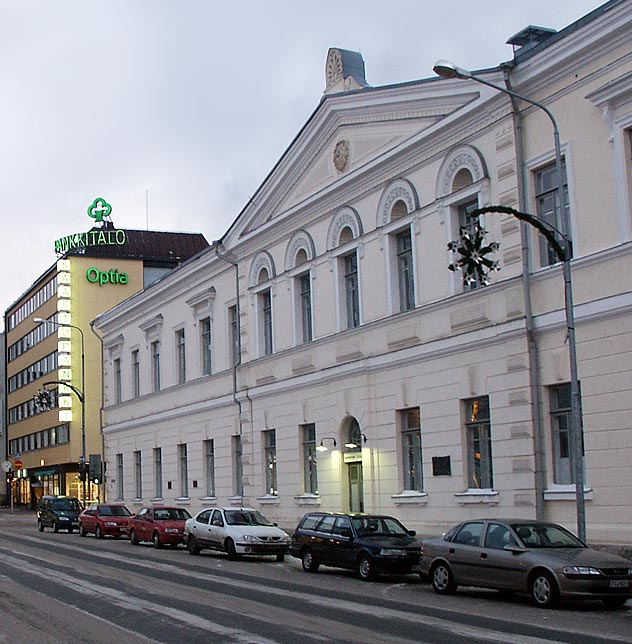
Kuopio Lyceum, un gymnasium en Kuopio, Finlandia.

Un gymnasium (pl. gymnasien) es una escuela de educación secundaria en la mayoría de países europeos con tradición educativa con raíces germánicas (total o parcialmente), de algún modo equivalente al instituto o liceo de los países hispanos, con un énfasis más orientado a los estudios universitarios. En este sentido, es similar a la grammar school de Reino Unido.

## Generalidades
El primer sistema general de educación fue elaborado y formulado por Sajonia, en 1528. Este sistema fue desarrollado para estudiantes con más inteligencia de entre diez y trece años de edad.
La high school estadounidense no es equivalente a un gymnasium. Alemania, Suiza y Austria no reconocen el diploma otorgado por una high school, salvo pocas excepciones (cuando los alumnos han alcanzado una puntuación determinada y han optado por cierta combinación de niveles A).[cita requerida] Para alumnos con un diploma de educación secundaria no equivalente a un Abitur (bachillerato y Selectividad a la vez), Alemania, Austria y Suiza tienen los llamados studienkollegs, una especie de preuniversitario.
La palabra gymnasium fue usada en la Antigua Grecia y describía un lugar donde se instruía deporte, artes y ciencias. Estas instituciones solo admitían hombres jóvenes, aunque muchos de los gymnasien actuales, previamente a la introducción de la coeducación, eran liceos para niñas. El gymnasium actual es mixto y sirve en sus últimos cursos para preparar a los estudios universitarios, por lo que el diploma de graduación (Abitur, Matura u otro) sirve también como documento de acceso a la universidad, que en algunos países requiere pruebas adicionales. Es importante señalar, sin embargo, que en la actualidad la mayoría de institutos de educación secundaria en países como Alemania, también los que no son gymnasien, comparten este diploma, aunque generalmente requieren un año adicional de estudios para ello.

### Alemania
En el caso de Alemania, los alumnos estudian alemán (equivalente a lo que en España se llama «lengua y literatura española»), matemáticas, física, química, geografía, música, biología, religión, ciencias sociales y lenguas. Muchos de los gymnasien aún requieren el estudio del latín o griego antiguo como parte del currículo, conservando el vínculo histórico-cultural de la educación alemana. Los llamados gymnasien clásicos requieren el estudio de ambos, mientras que los que se centran en lenguas modernas ofrecen la posibilidad de elegir uno de dos. En el caso de los gymnasien o programas bilingües (por ejemplo, los hispanoalemanes), las lenguas clásicas son optativas. En cualquier caso, se exige como requisito de graduación que los alumnos hayan aprendido al menos dos lenguas extranjeras además del inglés,[cita requerida] siendo las más populares el francés, el latín y español.
En Alemania, el gymnasium tenía una duración de nueve años, que ha ido reduciéndose hasta los ocho años de las instituciones secundarias de otros países, mientras que en otros sistemas educativos que ofrecen el diploma de Abitur, se mantienen los nueve años de estudios (de hecho, actualmente es casi la única diferencia entre los dos sistema en términos de acceso a la educación superior). Dicho diploma permite a los egresados estudiar en cualquier universidad europea sin necesidad de exámenes de ingreso, tales como la Selectividad española. En el caso de los alumnos españoles, deben tener la Selectividad para poder inscribirse en una universidad alemana.

### Austria
En Austria, existe el Gymnasium y el Realgymnasium, donde los estudios tienen una duración de nueve años. Al graduarse, el alumno recibe la Matura, un diploma equiparado a la Matura suiza y al Abitur alemán.
Las tres ramas tradicionales de la enseñanza en el gymnasium son:
- Humanidades, especializándose en lenguas clásicas,[1]
- Lenguas modernas, los estudiantes deben haber aprendido dos o tres como mínimo.
- Matemáticas y ciencias.

Muchos se especializan también en el aprendizaje de economía, música, artes y deportes.

### Suiza
En Suiza el Gymnasium o Kantonsschule ('escuela cantonal') termina con la Matura, la cual es equivalente al Abitur alemán. En 2008 existían ciento setenta establecimientos con un total de 63 400 estudiantes.

### Países Bajos
En los Países Bajos, el gymnasium consiste en seis años, durante los cuales los alumnos estudian las mismas materias que en Alemania, pero también cursan griego antiguo y latín.

### Italia
En Italia, los primeros dos años de escuela son llamados ginnasio si la escuela elegida por el estudiante es un liceo clásico, o una secundaria particular enfocada en latín, griego antiguo y literatura.

## Países congymnasium
- Alemania, termina con el Abitur
- Argentina (solo uno), termina con el título de bachiller superior humanista universitario
- Austria
- Bielorrusia
- Bosnia y Herzegovina, termina con la Matura
- Bulgaria
- República Checa, termina con la Maturita
- Colombia
- Croacia, termina con la Matura
- Dinamarca
- Eslovaquia, termina con la Matura
- Eslovenia, termina con la Matura
- Estonia
- Finlandia
- Hungría, termina con la Matura
- Islandia
- Israel cuenta en Tel Aviv, Rishon LeZion, Jerusalén y Haifa con escuelas llamadas gymnasii
- Italia
- Letonia
- Liechtenstein, termina con la Matura
- Lituania
- Luxemburgo, termina con la Matura
- Noruega
- Países Bajos
- Polonia (hasta finales de 2019 tras la reforma educativa de 2016)
- Serbia, termina con la Matura
- Suecia
- Suiza, termina con la Matura
- Varias Auslandsschulen en todo el mundo (escuelas alemanas en el extranjero).